# Kovan Sindî
Kovan Sindî (* 1965 in Zaxo im Nordirak) ist ein kurdischer Dichter und Schriftsteller.

## Leben
Sindî kam in Zaxo auf die Welt und absolvierte seine Schulausbildung ebenfalls dort. 1984 wurde er ein Mitglied der Demokratischen Partei Kurdistans (DPK). Er engagierte sich innerhalb der DPK gegen Saddam Husseins totalitäre Baath-Partei und kämpfte ab 1987 als Peschmerga gegen die irakische Armee. Gegen Ende der 1980er Jahre wurden viele seiner Mitstreiter verhaftet. Während der Anfal-Operation nach dem Ende des Ersten Golfkrieges flüchtete er im August 1988 in den türkischen Teil Kurdistans und lebte dort in einem Flüchtlingslager in Diyarbakır.
Im Jahr 1993 emigrierte er nach Deutschland. Nach einem Jahr in Hamburg, wo er Deutsch lernte, ging er nach Dänemark. Dort studierte er ab 2001 Psychologie an der Universität Aarhus. Sindî verfasst seit 1997 Bücher. Seine literarischen Werke sind in seiner Muttersprache Kurdisch geschrieben.

## Werke
- Çirayê şev. Gedichte.
- Rojên Êtûn. Roman. Duhok, 2007.
- Nalînên Peravan. Roman. bergê 1, Weşanên Han, Berlin 2010, ISBN 978-3-940997-27-2.
- Nalînên Peravan. Roman. bergê 2,Weşanên Han, Berlin 2011, ISBN 978-94040997-02-3.
- Feryadên Burcan . Roman. Weşanên J&J, Amed 2014, ISBN 978-605-4852-48-2.
- Bagerên Reş. Roman. Weşanên  J&J, Amed 2016, ISBN 978-605-9302-37-1.
- Cengel. Roman. Weşanên J&J, Amed, Adar 2017, ISBN 978-605-9302-82-1.
- Asingerê Kor, Weşanên Peywend, Çiriya Duwê 2021, ISBN 978-625-7568-01-2
- Goşeyên Tarî, Roman. Ronya, Wan, 2023, ISBN 978-6-057-16279-3.